# دانشگاه دامپزشکی لاهور
دانشگاه دامپزشکی و علوم دامی با نام اصلی دانشگاه دامپزشکی لاهور یک دانشگاه دولتی واقع در لاهور، پنجاب، پاکستان است. این مؤسسه توسط شورای پزشکی دامپزشکی پاکستان (PVMC) تأیید شده‌است. این دانشگاه دارای پردیس‌های آموزشی اضافی در مناطق روستایی پنجاب، پاتوکی و جانگ است.